# Piossasco
Piossasco – miejscowość i gmina we Włoszech, w regionie Piemont, w prowincji Turyn.
Według danych na rok 2004 gminę zamieszkiwało 16 138 osób, 413,8 os./km².

## Współpraca
- Cran-Gevrier, Francja